# إعلان خارج المنزل

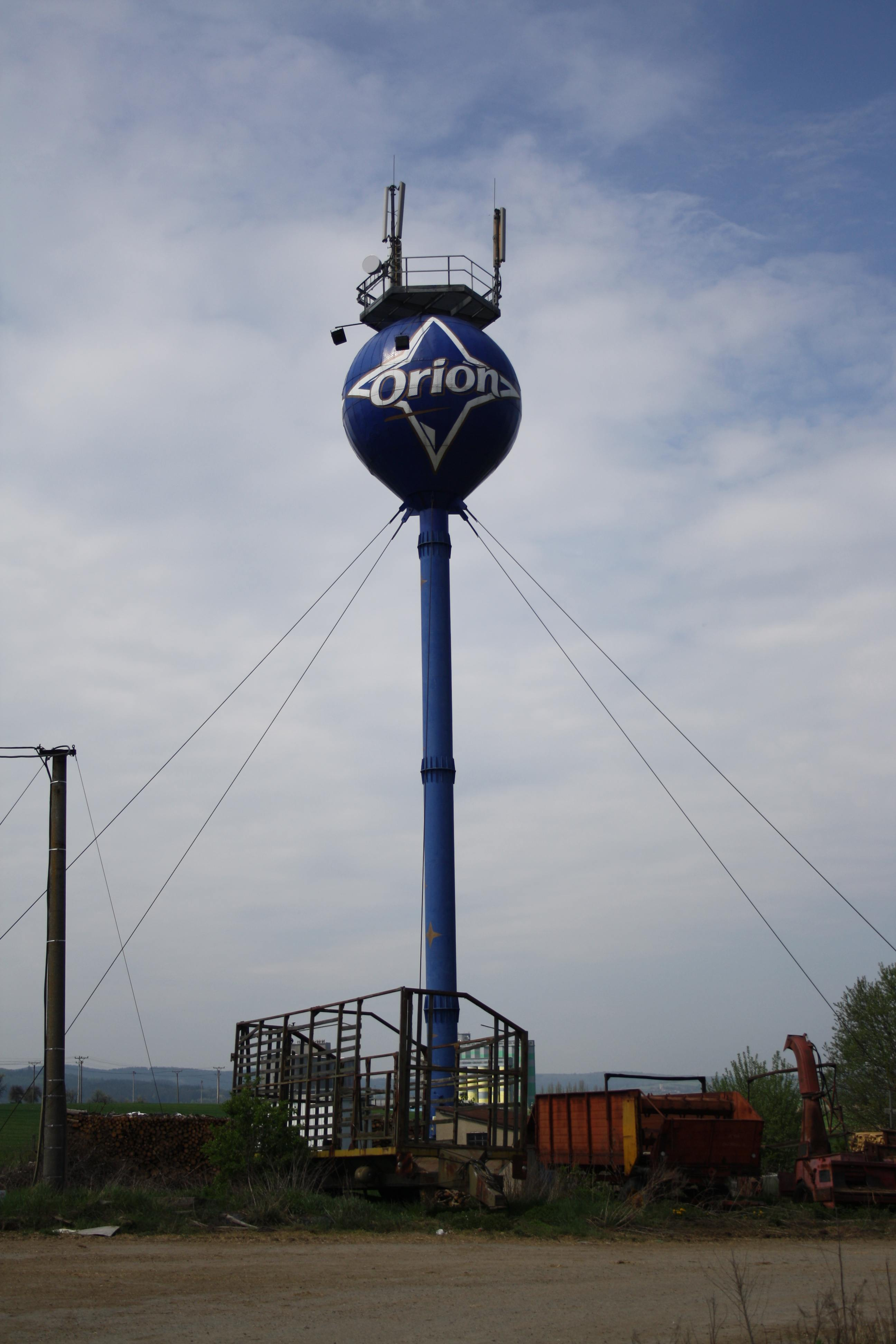
جمهورية التشيك، إعلان لشركة أوريون للشوكولاتة.

الإعلان خارج المنزل (أو الإعلان في الهواء الطلق) و يتضمن أكثر من 100 نوع مختلف، بلغ مجموع أرباحها 6.99 مليار دولار في العائدات السنوية في عام 2008 في الولايات المتحدة. الإعلان في الهواء الطلق هو الأساس لأي نوع من أنواع الدعاية التي تصل إلى المستهلك حين كونه خارج المنزل. هذا النوع هو بالضبط النقيض للبث والإعلام المطبوع، والإعلان على شبكة الإنترنت.
و بالتالي الإعلان خارج المنزل يركز على التسويق للمستهلكين عندما يكونون في الأماكن العامة، حين عبور الشوارع، والانتظار (مثل الانتظار في أحد المكاتب الطبية) ،أو الانتظار في مواقع تجارية معينة (في مثل أماكن البيع بالتجزئة). ال‘لان خارج المنزل وفي الهواء الطلق يندرج تحته أربع فئات رئيسية هي :
- اللوحات .
- بيع الأثاث في الشارع.
- النقل.
- البدائل .[3]

## لمحة عامة
تُعتبر الإعلانات باستخدام اللوحات الإعلانية أحد أشكال الإعلان خارج المنزل. كانت اللوحات الإعلانية المكتوبة يدويًا جزءًا من الإعلان الخارجي الذي استخدمته السيركات والمسارح في القرن التاسع عشر، وأصبحت صناعة شاملة بحلول نهاية القرن ذاته. لكن كان هناك نمو كبير في إعلانات خارج المنزل الرقمية (اللوحات الإعلانية والشبكات الموجودة في أماكن محددة) في السنوات الأخيرة بسبب سهولة صنعها وانخفاض تكاليفها، على سبيل المثال، رُكبت حوالي 4900 لوحة إعلانية رقمية في الصين والولايات المتحدة. تحظى هذه الصناعة باهتمام ملحوظ مجددًا بسبب مواقع التواصل الاجتماعي.
تبقى اللوحات الإعلانية الطرقية الشكل الأكثر انتشارًا من أشكال الإعلان خارج المنزل في الولايات المتحدة، وتشكل نحو 66% من العائد السنوي الإجمالي. أما اليوم، تبلغ عائدات اللوحات الإعلانية 73% من الإعلانات المحلية، و18% من الإعلانات الوطنية، و9% من إعلانات الخدمات العامة.
يتكون أثاث الشوارع من أشياء مثل مواقف انتظار الحافلات، وخزانات لوضع الجرائد، وأكشاك البيع، وإعلانات حجرات الهواتف العمومية. يمكن رؤية هذا النوع من الإعلان خارج المنزل في مراكز المدن بشكل رئيسي. بالإضافة إلى ذلك، يقدم هذا النوع من الإعلانات فوائد للمجتمعات، مثل البناء والمواقف التي يستخدمها الناس في أثناء انتظارهم للحافلات.
الإعلان المتنقل هو الإعلان الذي يوضع على أي شيء متحرك، مثل الحافلات، وإعلانات الميترو، وعلى جوانب الشاحنات، وشاحنات نقل الطعام، وسيارات الأجرة، وتتضمن أيضًا الإعلانات الثابتة والإلكترونية في محطات القطارات والحافلات والمنصات. تقدم الإعلانات الموجودة في المطارات مجموعة من وسائل الإعلام التي تساعد في الحملات الإعلانية مثل اللافتات، والمجلات الموجودة على متن الطائرات، والشاشات الرقمية وسيارات الأجرة الخاصة بالمطارات، وتعتبر كلها من أكثر إعلانات خارج المنزل شعبية.
يشكل أثاث الشوارع، ووسائط النقل، وأشكال وسائل الإعلام البديلة نسبة 34% من العائد الإجمالي الخارجي في الولايات المتحدة. لبعض هذه الأشكال نسب أعلى في الإعلانات الوطنية أكثر منها في اللوحات الإعلانية التقليدية.

## الأنظمة
تشرّع سلطات قضائية عديدة الإعلان الخارجي بدرجات مختلفة.
- في الولايات المتحدة:
  - تمنع ولاية فيرمونت، وهاواي، ومين، وألاسكا كل أنواع اللوحات الإعلانية.
  - تسمح الأربع وستون ولاية أخرى بأشكال عديدة من الإعلان خارج المنزل.
  - اللوحات الإعلانية تُنظم من قبل جميع مستويات الحكومة. يدعو الإطار التنظيمي، الذي وضعه القانون الخاص بتجميل الطرقات السريعة، لوضع اللوحات الإعلانية في المناطق التجارية والصناعية. تمنح الولاية والسلطات المحلية الأذونات بوضع اللوحات الإعلانية. وفقًا لقانون تجميل الطرقات السريعة، تتمتع الولايات بسلطات تنظيمية قوية بما فيها السلطة لمنع اللوحات الإعلانية.
  - اتخذذت معظم الولايات إجراءات لتنظيم اللوحات الإعلانية الرقمية (الإلكترونية)، التي تعرض صورًا ثابتة تتغير (عادة) كل ست أو ثماني ثوانٍ. عام 2007، وضعت الإدارة الفيدرالية للطرق السريعة إرشادات للولايات تتعلق تنظيم اللوحات الإعلانية الرقمية. طعنت أميركا بإرشادات الفيدرالية في المحكمة الفيدرالية لأسباب إجرائية. في 20 يونيو من عام 2014، رفض قاضي محكمة الصلح، جايمس إي. بوسبرغ هذه القضية بتحيز.
  - تمنع التشريعات التي تحكم اللوحات الإعلانية الرقمية الرسوم المتحركة والتمرير. اللوحات الإعلانية الرقمية مجهزة بحساسات خفيفة لتعديل إضاءتها لتناسب ظروف الإضاءة المحيطة لتجنب التوهج، وذلك وفقًا لقانون هذه الصناعة.
- حظرت ساو باولو في البرازيل جميع الإعلانات الخارجية عام 2006. فرض الحظر إزالة جميع اللوحات واللافتات الإعلانية، وتخفيض حجم وانتشار اللافتات داخل المتاجر بشكل كبير.[10]

## وصلات خارجية
- قاعدة بيانات الاعلانات العالمية
- منظمات الدعاية خارج المنزل الأمريكية
- مقالة عن الإعلان خارج المنزل